# Совпа
Совпа́ — село в Україні, у Рівненському районі Рівненської області. Населення становить 298 осіб.

## Населення
За переписом населення 2001 року в селі мешкало 295 осіб. 100 % населення вказало своєї рідною мовою українську мову.

## Постаті

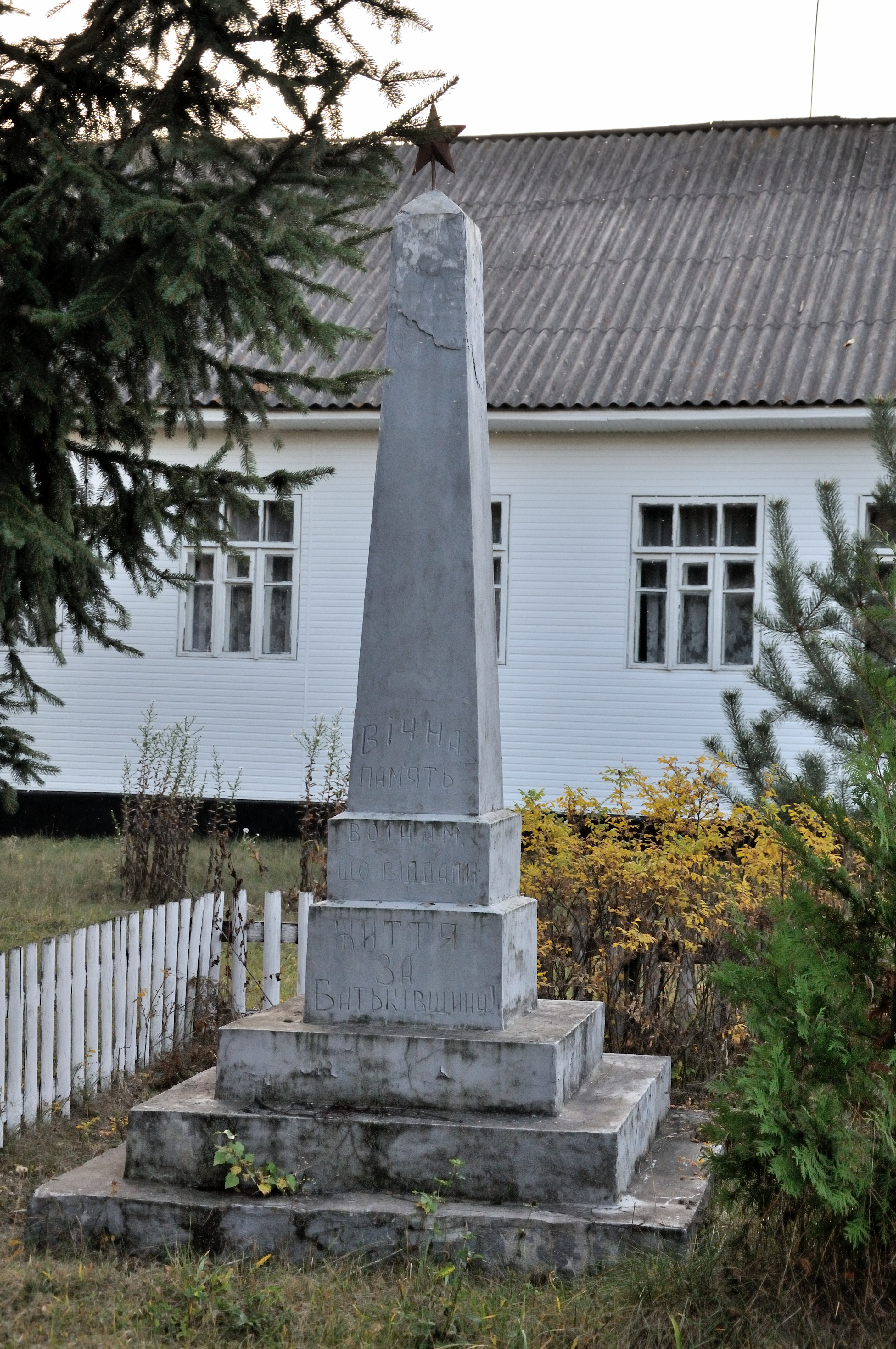
Пам'ятник воїнам-односельчанам, с. Совпа

- Мельник Іван Іванович (1974—2016) — старший сержант Збройних сил України, учасник російсько-української війни.